# Елизаветинское (Ставропольский край)
Елизаве́тинское — село в составе Благодарненского муниципального округа Ставропольского края России.

## Варианты названия
- Елизаветинка[2], Елисаветинское[3];
- Елизаветинское (Грязнуха)[4]:9, Грязное[5], Грязнушки[3].
- Лежанка, Вонючее[6]

## География
Река Грязнушка.
На западе пруд Казённый.
Расстояние до краевого центра: 109 км.
Расстояние до районного центра 12 км

## История
Основание селу было положено в 1822 году (по другим данным оно образовано в 1852 году) на земле, принадлежавшей тогда селу Благодарненскому. В 1864 году жители построили церковь. «Елизаветинским» село назвал бывший кавказский наместник Воронцов по имени своей супруги, а кличку «Грязное» оно получило от речки, которая летом пересыхала и превращалась в грязную трясину. Село состояло из 450 дворов с 472 домами и каменной церкви в честь Покрова Пресвятой Богородицы. При церкви имелось 99 десятин земли.
Во второй половине XIX века в селе числились по окладным листам 871 «ревизская душа», а по посемейным спискам — 2725 «наличных душ» (1380 мужчин и 1345 женщин). Иногородних проживало человек (9 мужчин и 11 женщин). Коренные жители села — малороссы, пришедшие сюда из Харьковской и Воронежской губернии, а иногородние — выходцы из Воронежской и Тамбовской губернии.
На 1873 год село входило в Благодарненскую волость.
В 1902 году в селе проживало 3373 человека; количество надельной земли составляло 14 770 десятин (из них под посевами — 4245 десятин); количество голов крупного рогатого скота — 2716, овец — 6803:15.
В 1918 году на Ставрополье начался процесс коллективизации, не получивший достаточного развития из-за гражданской войны. После окончательного установления советской власти в регионе стали создаваться коммуны и артели, организуемые бывшими красноармейцами. В 1920 году в селе Елизаветинском была образована артель «Красный Яр», в 1921 году — мелиоративное товарищество № 1.
8 августа 1948 года районная газета «Трибуна ударника» опубликовала сообщение: "…Исполком Благодарненского районного совета депутатов трудящихся вынес решение об утверждении постановлений общих собраний колхозников с просьбой переименовать сельхозартели: «Борьба за урожай» в колхоз имени Сталина (Село Елизаветинское).
На 1 марта 1966 года село было административным центром Елизаветинского сельсовета, в состав которого входили село Елизаветинское, хутора Большевик и Журавка (упразднён в 1985 году):9.
До 2017 года являлось административным центром сельского поселения село Елизаветинское как его единственный населённый пункт в составе Благодарненского муниципального района, преобразованного путём объединения всех упразднённых поселений в Благодарненский городской округ.

## Население
| 1881  | 1897  | 1902  | 1903  | 1908  | 1989  | 2002  |
| ----- | ----- | ----- | ----- | ----- | ----- | ----- |
| 2299  | ↗2963 | ↗3373 | ↗3439 | ↗4054 | ↘2652 | ↗3257 |
| 2010  | 2011  | 2012  | 2013  | 2014  | 2015  | 2016  |
| ↘3147 | ↘3137 | ↘3102 | ↘3076 | ↘3027 | ↘3000 | ↗3037 |
| 2017  | 2021  | 2023  |       |       |       |       |
| ↘2998 | ↘2888 | ↗2892 |       |       |       |       |

Национальный состав
По итогам переписи населения 2010 года проживали следующие национальности (национальности менее 1 %, см. в сноске к строке «Другие»):
| Национальность | Численность | Процент |
| -------------- | ----------- | ------- |
| Русские        | 2374        | 75,44   |
| Цыгане         | 212         | 6,74    |
| Даргинцы       | 190         | 6,04    |
| Лезгины        | 78          | 2,48    |
| Армяне         | 58          | 1,84    |
| Азербайджанцы  | 49          | 1,56    |
| Табасараны     | 33          | 1,05    |
| Другие         | 153         | 4,86    |
| Итого          | 3147        | 100,00  |

## Инфраструктура

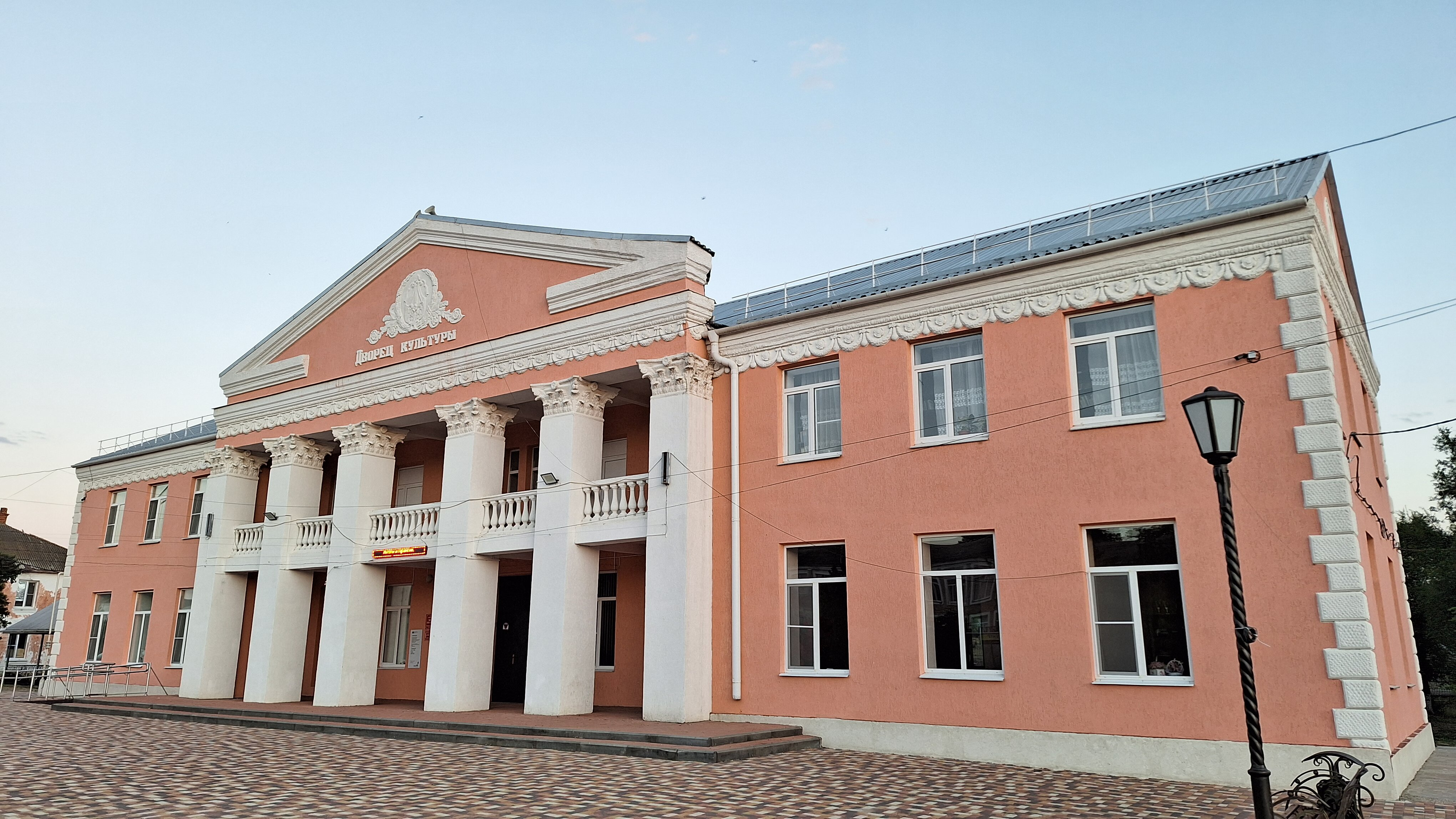
Дом Культуры в селе Елизаветинское

- Дом Культуры в селе ЕлизаветинскоеДворец культуры (Рестоврирован в 2020 - 2021 гг)
- Водоотвод[33]
- Амбулатория
- Севернее Елизаветинского расположено открытое кладбище площадью 50000 м²[34].

## Образование
- Детский сад № 14
- Средняя общеобразовательная школа № 8

## Религия
- Храм преподобномученицы великой княгини Елисаветы Феодоровны (настоятель — Александр Егоров). Относится к Благодарненскому благочинническому округу Георгиевской епархии[35].Храм в селе Елизаветинское

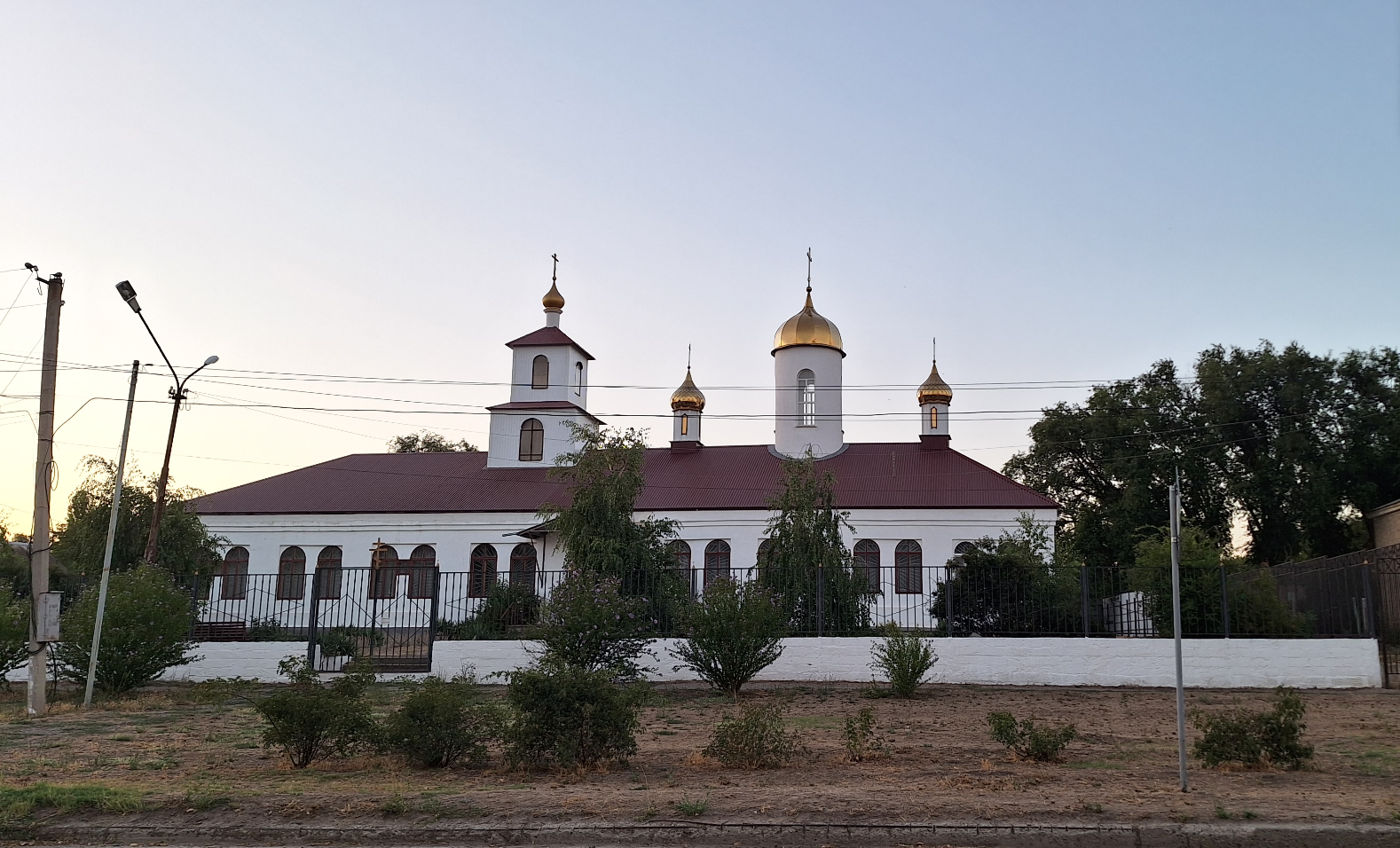
Храм в селе Елизаветинское

## Уличная сеть
- улица Ленина
- улица Путь Победы
- улица Красный Воин
- Улица Подгорная
- улица Водопьянова
- улица лейтенанта Остапчук
- переулок Западный
- переулок Пионерский
- переулок Тенистый
- переулок Тихий
- переулок Школьный
- переулок Ясный

## Разное
- Стенд "Призеры года" рядом с которым стоит разрушеный памятник рабочего. На табличке написаны слова Ленина - "Мы придем к победе коммунистического труда!"Стенд "Призеры года"

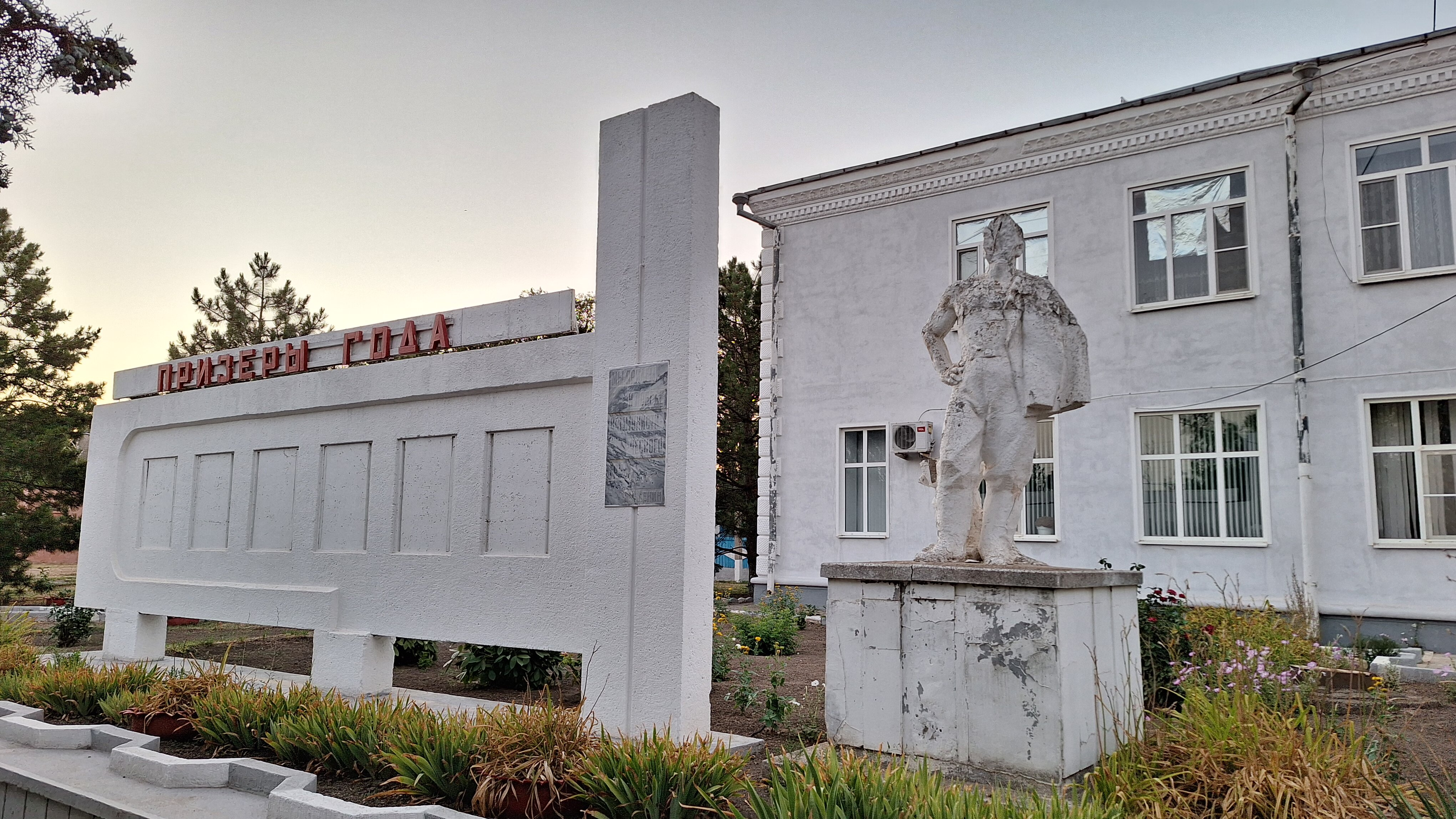
Стенд "Призеры года"

- Стенд "Слава труду" - стенд с знаком серпа и молота. На табличке стенда написано - "Решение XXVI Сьезда КПСС - В жизнь!"

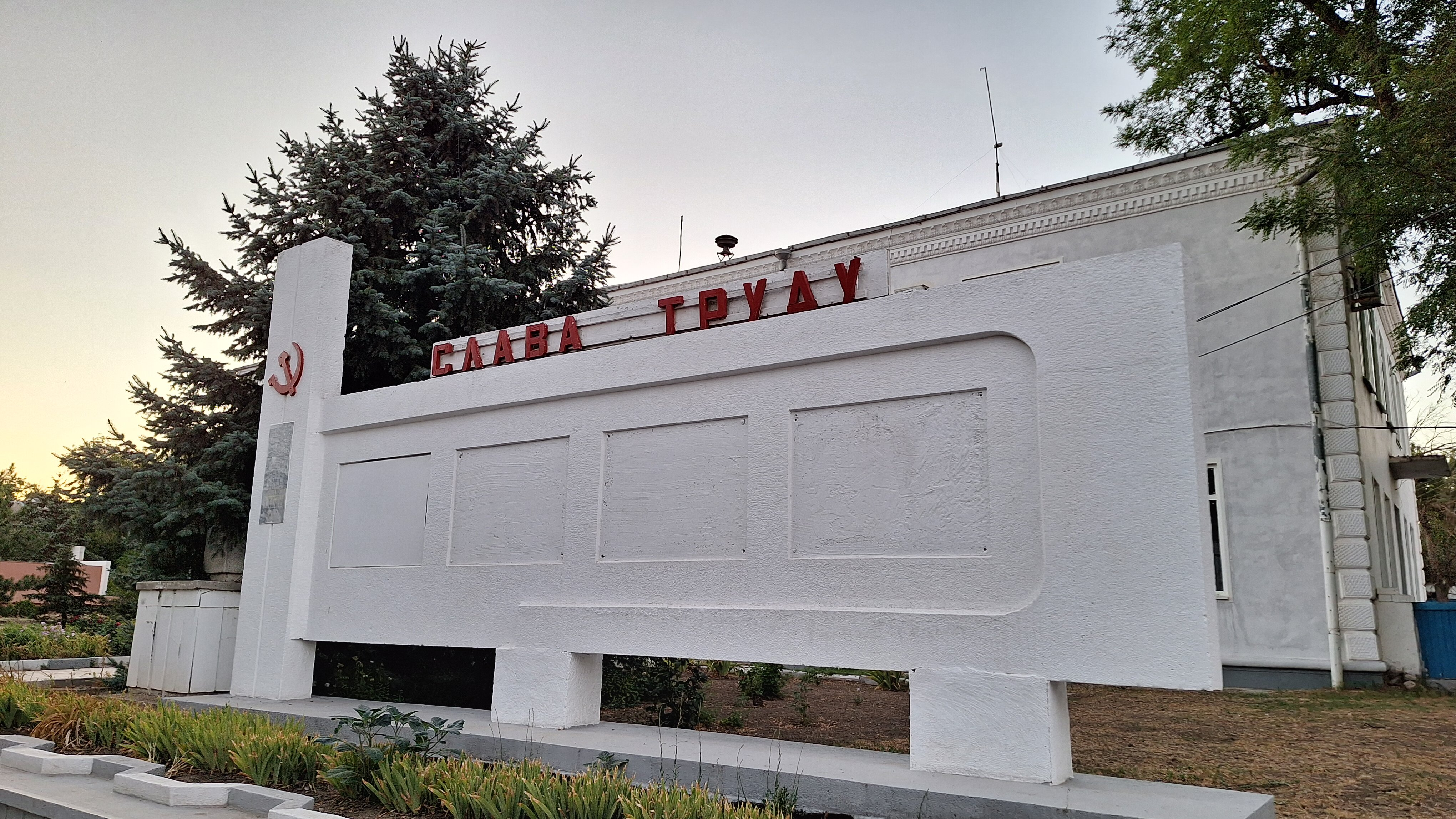
Стенд "Слава труду"

## Люди, связанные с селом
- Остапчук, Юрий Станиславович (13.05.1962 — 09.05.1984) — проживал в селе Елизаветинском. Лейтенант, командовал десантно-штурмовым взводом в Афганистане. «…Умело командуя взводом, захватил господствующую высоту без потерь. Был ранен. Скончался от ран 9 мая 1984 года». Награждён орденом Красной Звезды посмертно[36].Памятник Гражданской войны

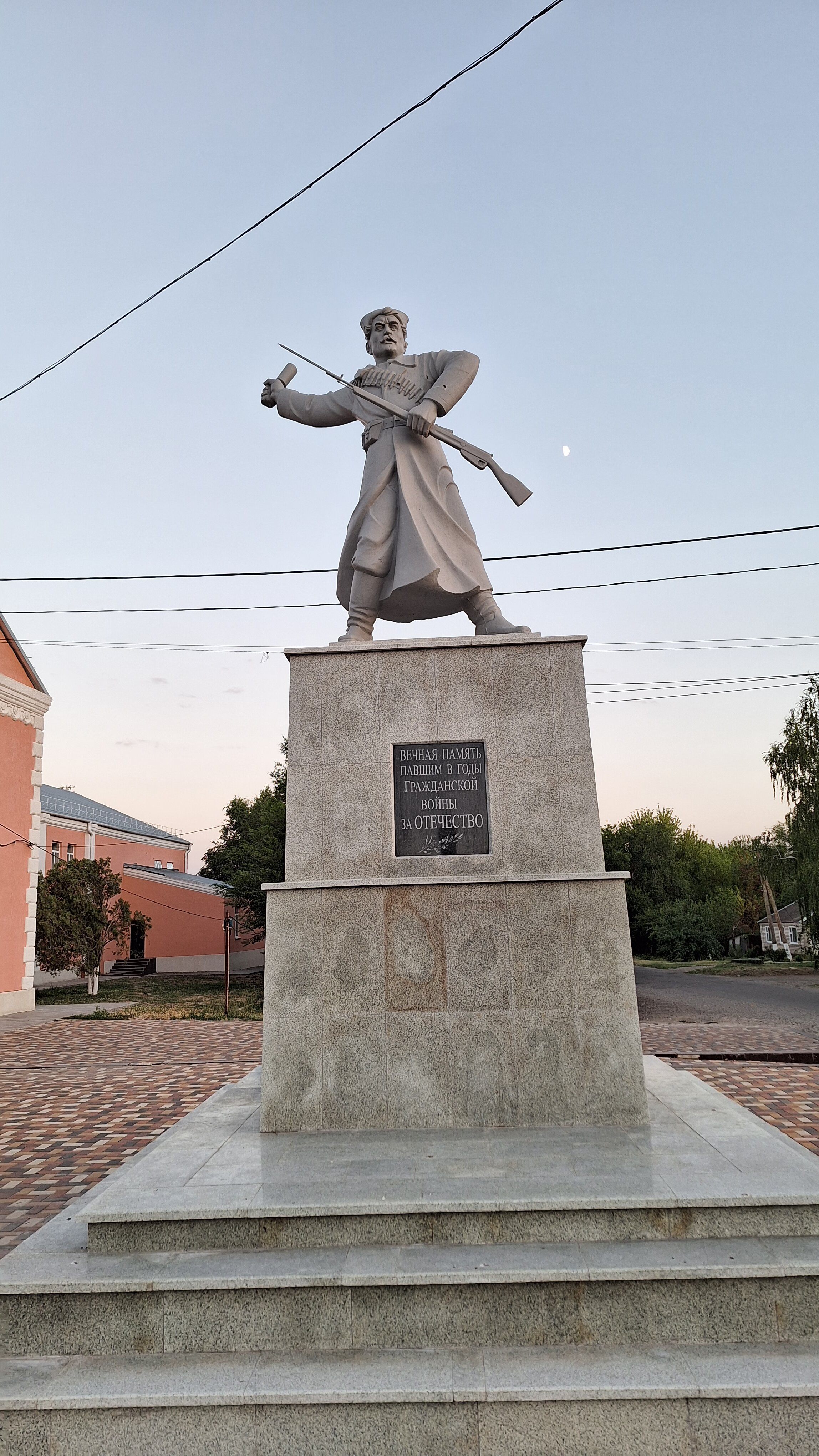
Памятник Гражданской войны

## Памятники
- Братская могила 27 бойцов 2-го Северо-кубанского революционного полка, погибших в борьбе за советскую власть. 1918, 1957 года[37]
- Братская могила 4 партизан, погибших в годы гражданской войны[38]
- Памятник В. И. Ленину. 1949 год[39]
- Мемориальный комплекс «Слава героям». 1976 год[40]
- Памятник "Вечная память павшим в годы Гражданской войны за Отечество" (Рестоврирован в 2024 году)